# De Hachelbouten
Heer Bommel en de Hachelbouten of kortweg De Hachelbouten is een verhaal uit de Bommelsaga, geschreven en getekend door Marten Toonder. Het verhaal verscheen voor het eerst op 16 april 1960 en liep tot 4 juli van dat jaar. Thema: Het tweelingduo angst en verzekeren.

## Samenvatting
Dit verhaal beschrijft drie personen. De tweeling Hobbel&Hup Hachelbout en heer Bommel. Hobbel is een somber en zwartgallig figuur, die overal onheil en boze voortekenen ziet. Na het uitspreken van zijn lijfspreuk: “Het is hachelijk” , laat hij vervolgens een spoor van verslagenheid achter. Hup Hachelbout ging dientengevolge in zijn jeugd gebukt onder angst en onzekerheid. Hij vond ten slotte zekerheid in het verzekeringswezen. Hij loopt nu achter Hobbel aan met een tas vol polissen, die zekerheid kunnen geven van het wieg tot het graf. Het portret van heer Bommel toont een oppervlakkige glimlach. Maar de tweelingbroers zullen hem wel anders leren kijken, zoals het verloop van het verhaal zal leren. Uiteindelijk leren de broers dat de wereld toch niet zo zwart-wit is als zij dachten.

## Varia
In dit verhaal wordt de uitdrukking kommer en kwel voor het eerst gebruikt.

## Voetnoot
1. ↑  Marten Toonder 13 juli 1994:"De naam hachelbouten kreeg ik van Annie M.G. Schmidt in een aardig briefje toegestuurd als suggestie."
2. ↑  https://onzetaal.nl/taaladvies/advies/je-kunt-me-de-bout-hachelen. Gearchiveerd op 4 maart 2016.
3. ↑  stripstrook 3982, in het NRC Handelsblad